# ساروباراترا
ساروباراترا (به لاتین: Sarobaratra) یک منطقهٔ مسکونی در ماداگاسکار است که در تساراتانانا (منطقه) واقع شده‌است.
 ساروباراترا  ۶٬۰۰۰ نفر جمعیت دارد و ۸۳ متر بالاتر از سطح دریا واقع شده‌است.